# چهارم کاسته

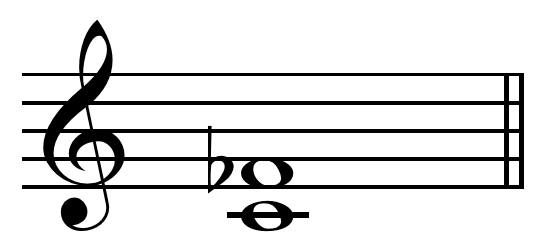
چهارم کاسته از نت «دو» تا «فا بمل».

چهارم کاسته (انگلیسی: Diminished fourth) فاصله ای در موسیقی کلاسیک است که با کاستن نیم‌پرده کروماتیک از فاصله چهارم درست به وجود می‌آید. معکوس آن پنجم افزوده و فاصله مترادف، «سوم بزرگ» است. چهارم کاسته در یک گام دیاتونیک، فاصله ای «ناآرام» و «نامطبوع» شناخته می‌شود و باید حل شود. فاصله چهارم کاسته از نت پایه، ۴۰۰ سنت است.